# 三宅史
三宅 史（みやけ ふみと、1996年8月25日 - ）は、日本の俳優である。日本芸術高等学園卒業。2017年舞台芸術学院卒業。

## 出演

### テレビドラマ
- 笑顔をくれた君へ〜女医と道化師の挑戦〜（2008年、フジテレビ）春日俊太 役
- 3年B組金八先生 ファイナル（2011年、TBS）友房陸 役
- 鈴木先生（2011年、テレビ東京）駒井駿司 役
- 放課後グルーヴ 第1話（2013年、TBS）
- 家族狩り（2014年、TBS）光島マサル 役
- 森村誠一ミステリースペシャル ガラスの密室（2018年、テレビ朝日）バーテンダー役
- みんなのドラマ アカカグ駅伝部（2018年、日本テレビ）シャイ役

### バラエティ
- ポケモンサンデー（2007年、テレビ東京）準レギュラー
- 修造学園（2007年、テレビ朝日）
- ビットワールド（2011年・2013年、NHK Eテレ）リュージ 役

### 映画
- 図鑑に載ってない虫（2006年）ホームレス3 役
- エリートヤンキー三郎（2008年）トックリ 役
- お家へ帰ろう!（2009年）ガキ大将 役
- ボックス（2010年）新入部員 役
- 鈴木先生（2013年）駒井駿司 役
- 中学生円山（2013年）福原 役
- 地獄でなぜ悪い（2013年）ヤンキー番長 役

### 舞台
- ビキニも夢見る白い部屋（2014年）タク 役
- 明日魔法外伝 〜サミカを待ちながら〜（2014年）

### CM
- ロッテ「トッポ」（2007年）
- ファンタ（2008年）
- 西友（2010年）
- ロッテ「爽」(2012年)
- スニッカーズ（2012年）

### ミュージックビデオ
- m-flo「SOUND BOY THRILLER」（2009年）
- 渡り廊下走り隊「アッカンベー橋」（2010年）